# Рум'яна Желева
Рум'яна Русева Желева (болг. Румяна Русева Желева) (1969) — болгарський державний діяч, дипломат.

## Біографія
Народилася 18 квітня 1969 року в місті Нова Загора, Болгарія. У 1995 закінчила Софійський університет, факультет соціології. Доктор соціології (2003).
З 2001 по 2005 — викладач кафедри соціології в Софійському університеті Св. Климента Охридського.
З 2005 по 2007 — науковий співробітник першого ступеня в Інституті соціології Болгарської академії наук.
У 2007 — викладала в університеті в Магдебурзі (Німеччина).
З липня 2009 по січень 2010 — Міністр закордонних справ Болгарії.
З 2007 по 2010 — депутат Європарламенту від болгарської партії ГЕРБ. 5 жовтня 2009 року висувала свою кандидатуру як кандидат у члени Європейської комісії, але зняла свою кандидатуру.